# Pes pralesní
Pes pralesní (Speothos venaticus) dříve znám spíše jako pes lesní je středně velká psovitá šelma obývající území Střední a Jižní Ameriky od Panamy až po Peru, Brazílii a Paraguay.
Pes pralesní získal několik jmen podle území, kde se vyskytuje. V Brazílii je znám jako cachorro-vinagre (překládáno jako "octový pes") nebo cachorro-do-mato ("křovinný pes"). Ve španělsky mluvících zemích je znám jako perro vinagre, zorro vinagre ("octová liška"), perro de agua ("vodní pes") nebo perro de monte ("horský pes")[zdroj?].

## Popis
Hnědé, hnědočerné a někdy i rezavé tělo této šelmy měří circa od 57,5 – 75 cm, její krátký ocas 12,5 – 15 cm. V kohoutku dosahuje výšky asi 30 cm. Hmotnost tohoto živočicha se pohybuje od 5 do 8 kg. I přesto, že má krátké nohy, umí pes pralesní zdatně běhat. Hlava je krátká a masivní, podobná spíše malé medvědí. Uši má malé, stejně jako oči.

## Biologie
Informací o jeho životě není mnoho, za což může jeho nízká početnost ve volné přírodě. Zdržuje se v lesích, stepích, ale i u vodních ploch. Žije ve smečkách čítajících 2–12 jedinců. Loví kdykoliv během dne a jeho kořistí se stávají většinou hlodavci včetně velkých druhů, například pak nebo agutiů. Výjimečně si smečka troufne na kapybary, jelenovité, pekari či dokonce tapíry. Dále zabíjí pásovce, zajíce, krysy, opossumy, pštrosy nandu a různé jiné menší živočichy. Živí se i ovocem. Díky své velké dovednosti v plavání, zřejmě větší než u jakékoliv jiné psovité šelmy, ho neodradí ani to, když kořist uteče do vody.
V noci psi pralesní odpočívají v různých prohlubních, skulinách nebo norách, např. po pásovcích. Svá teritoria si označují močí nebo výměškem análních žláz a dobře si toto území střeží. Březost trvá 67 dní a samice může zabřeznout několikrát do roka. V jednom vrhu rodí nejčastěji 3-6 mláďat (průměrně 3,8). Po narození se mláďata skrývají v norách, kde se o ně starají převážně matky do doby, pokud nejsou schopna bezpečnost noru opustit. Otcové a ostatní členové smečky zásobují matku během jejího kojení štěňat potravou. Pohlavní dospělosti dosahují mláďata po 10 až 12 měsících. V zajetí se dožívají okolo 10 let, délka dožití ve volné přírodě není známa.

## Poddruhy
Rozeznáváme u něj tři poddruhy:
- Speothos venaticus panamensis (Panama)
- Speothos venaticus venaticus (Ekvádor a Kolumbie (na západ od And), Severní Venezuela, Surinam, Guyana, Severní a Střední Brazílie a řidčeji i Peru, Bolívie, Paraguay a Argentina)
- Speothos venaticus wingei (Jihovýchodní Brazílie).

## Chov v zoo
Pes pralesní je chován v 35 evropských zoo (stav květen 2018). V Česku se jedná o dvě zařízení: Zoo Jihlava a Zoo Praha. Přitom do Zoo Jihlava byli dva mladí samci přivezeni z dlouhodobě prosperujícího chovu v pražské zoo teprve v roce 2017. Historicky byl tento druh chován také v Zoo Brno, Zoo Dvůr Králové a Zoo Ústí nad Labem. Odchovy jsou velmi obtížné, a tak patří ve světě chovatelů k velkým událostem.

### Chov v Zoo Praha
První zvířata tohoto druhu přišla do pražské zoo v roce 1988. Hned o rok později se je podařilo rozmnožit. na dlouhou dobu naposledy se odchov podařil v roce 2003 a poté následovalo desetileté čekání. Teprve 18. července 2013 se narodila čtyřčata (jeden samec a tři samice). Otcem mláďat se stal samec dovezený z Japonska, čímž je cenný z hlediska nepříbuznosti s ostatními evropskými jedinci. Od té doby se daří odchovávat pravidelně každoročně. Zatím poslední tři mláďata přišla na svět 7. dubna 2018. Celkem se tak již podařilo odchovat takřka 100 jedinců. Pražské odchovy jsou umisťovány do zoo po celém světě včetně Severní a Jižní Ameriky či Asie.
Na konci roku 2019 bylo chováno šest jedinců.
Pes pralesní je chován a vystavován v horní části zoo v komplexu amerických zvířat.

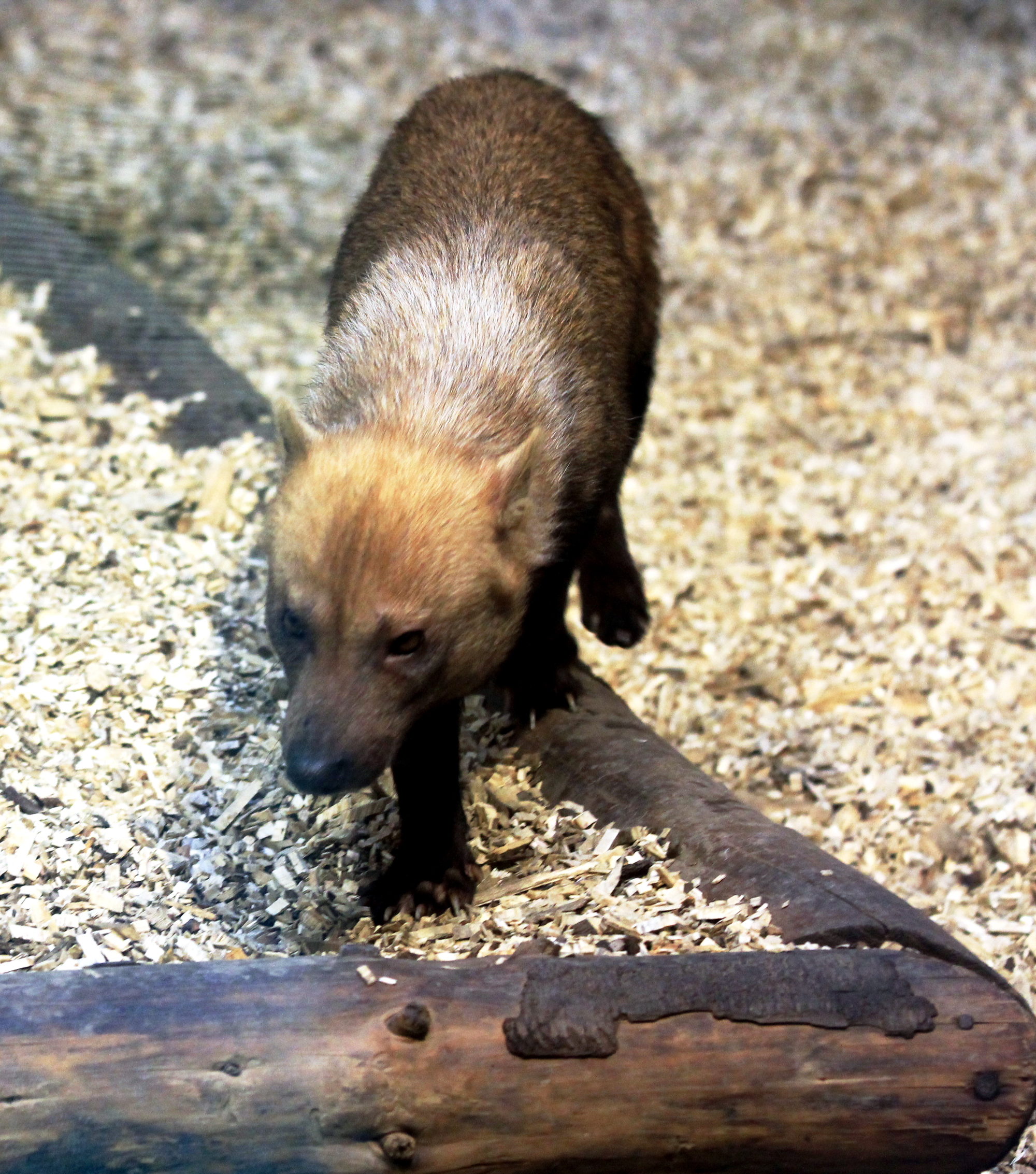
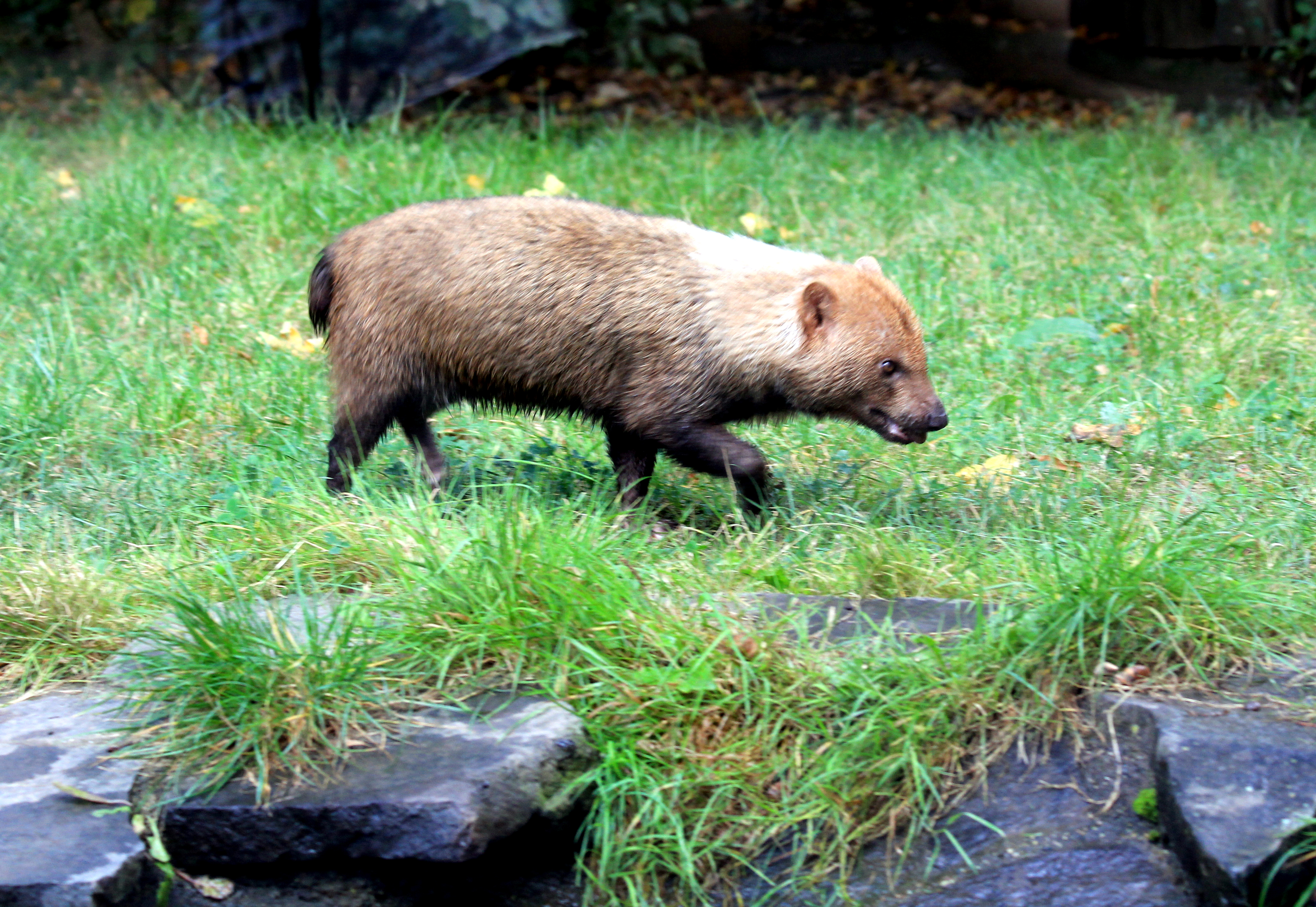
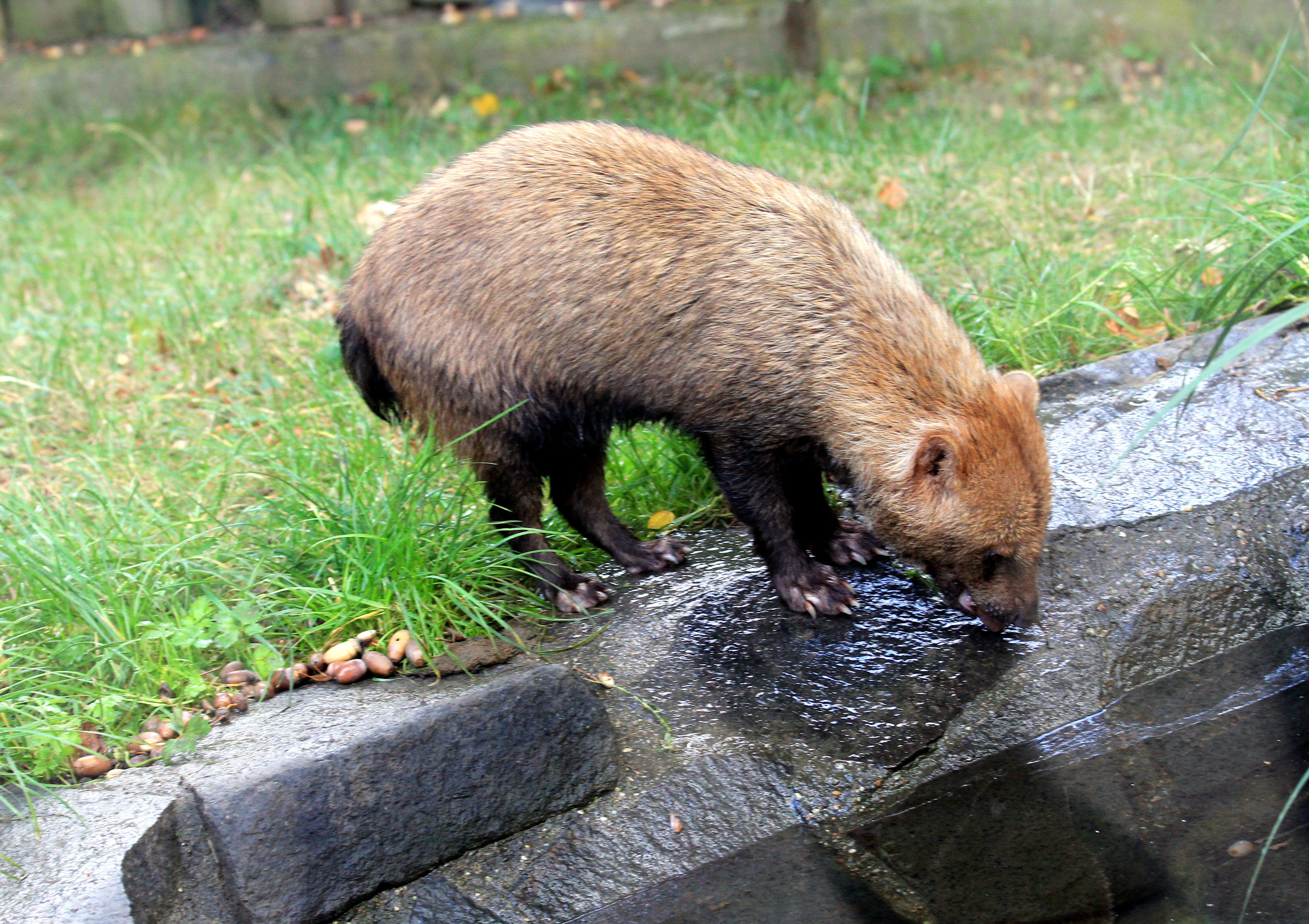
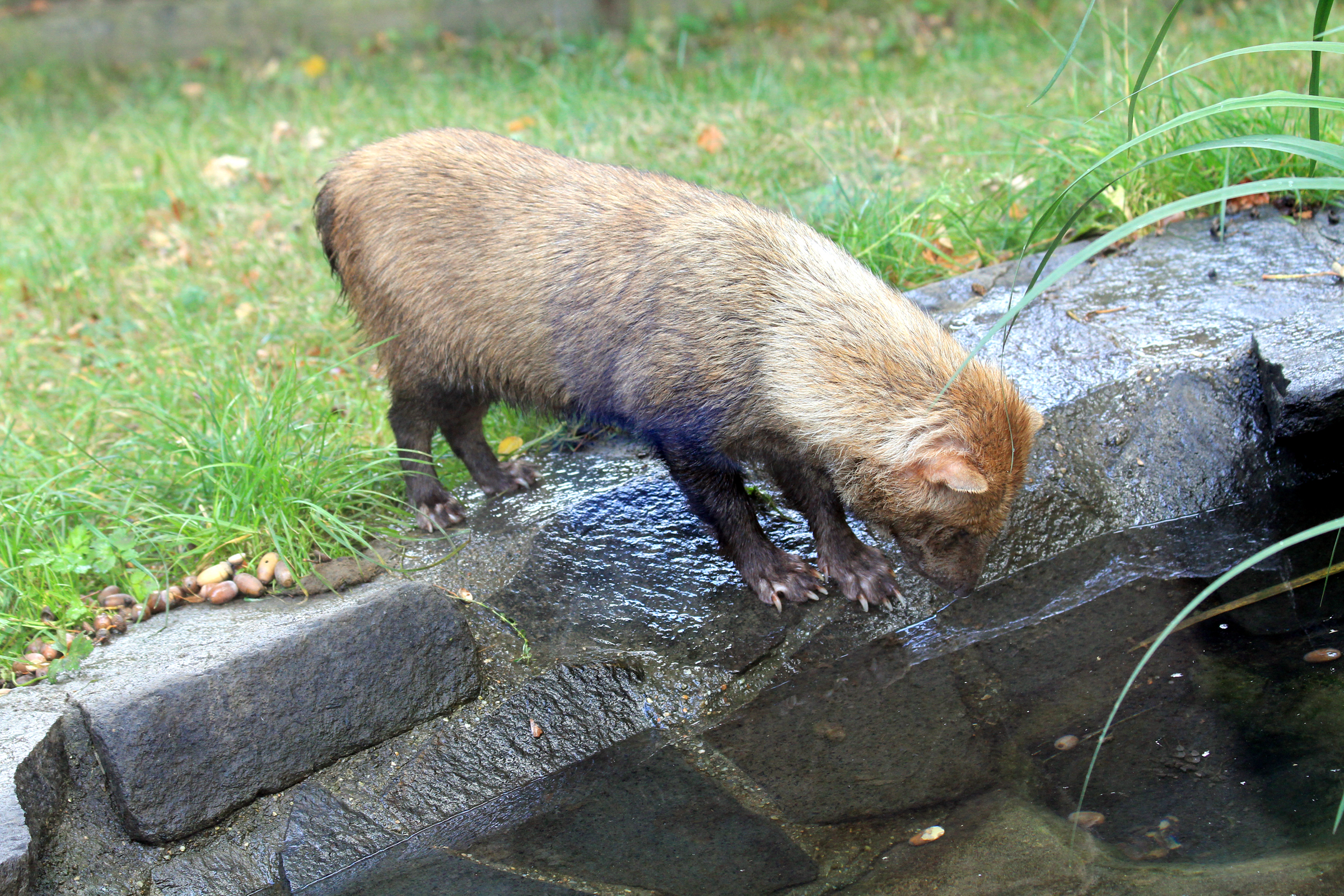
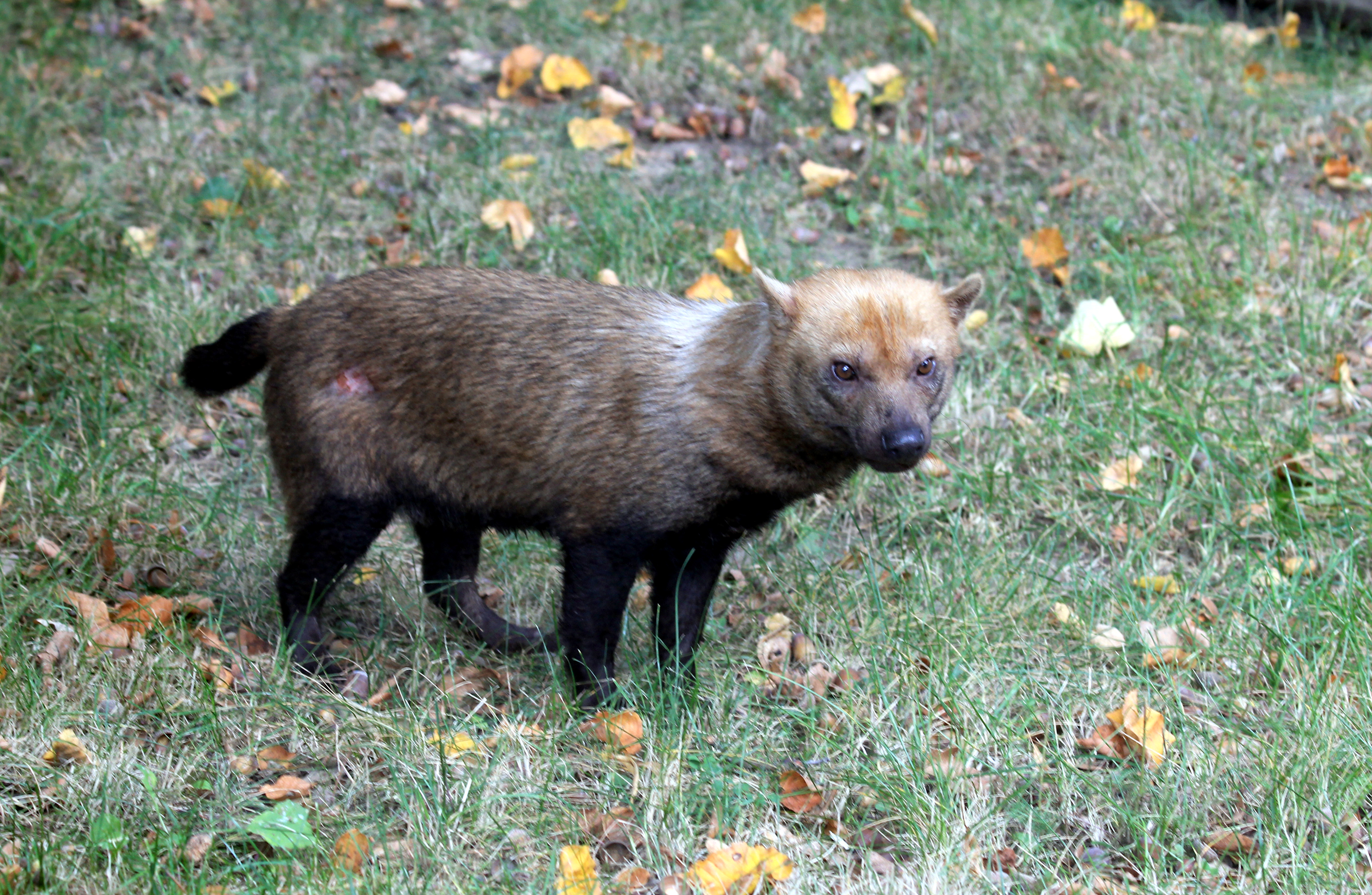